# Waltherr László Imre
Waltherr László Imre (Tarcal, (Zemplén vármegye), 1788. november 1. – Tarcal, 1866. október 23.) történész, nyelvész, a gróf Károlyi-nemzetség levéltárnoka, a Magyar Tudományos Akadémia levelező tagja.

## Élete
Tanulását atyjának, a gróf Károlyi-család nyírségi gazdatisztjének 1795-ben történt halála után, az anyai rokonok gondviselése alatt a tarcali nemzeti iskolában kezdette, Tokajban, Szegeden folytatta és innét a törvénytudományok hallgatása végett Kassára menvén, bevégezte azt 1809-ben. Kétévi törvénygyakorlat után, 1811-ben a Károlyiak hódmezővásárhelyi uradalmánál ügyészi írnokká neveztetett ki és innét 1813-ban Pestre tétetett át a családi jószágok központi kormányának titkári hivatalához. Ennek lajstromozója volt, midőn ügyvédi oklevelet nyert; jegyzője, midőn 1819-ben a tótmegyeri uradalom előbb ideiglenes, majd valóságos igazgatójává lett és az maradt 1822-ig, mely évben a grófok, jószágaikat a gyámi és gondviselői kezekből a magokéiba átvévén, Waltherrt a nemzetség levéltárnokává nevezték ki, mely hivatalában 1850-ben bekövetkezett nyugalmaztatásáig járt el. 1832. szeptember 1-jén a Magyar Tudományos Akadémia levelező tagjának választotta. 1851 tavaszán Pestről Tarcalra tette át lakását, ahol 1866. október 23-án meghalt. A Magyar Tudományos Akadémiában 1865. január 23-án Wenzel Gusztáv tartott fölötte emlékbeszédet.
Részt vett a «Magyar Tudós Társaság Zsebszótára» készítésében, valamint már korábban Kresznerics «Magyar Szótára» és Kisfaludy Károly munkái kiadása körül közreműködött. Cikkei a Tudományos Gyűjteményben (1828. IX., 1829. VI., 1830. VIII. 1833. VI., 1835. X., 1836. IX.); a Hasznos Mulatságokban (1836. II. 1840. 113-116. l., 1841. 13., 14., 51., 54. sz. Hónapok magyar nevezeteiről); a Tudománytárban (IX. 1836. Porcshalma és az ecsedi tó, 1838. III. Kalendáriomi magyar régiségek, 1841. X. A magyarországi gyökeres nemzetségekről); a Figyelmezőben (1837. 191-194. l. 332-352. l., 1840. 41-47. sz.); az Athenaeumban (1840. I., 1842. 11. sz.); a Jelenkorban (1841. 66. sz.); a Társalkodóban (1841. 70. sz.); a Fasciculi Eccleasistici Litterariiban (1842. I. De nobilitate eorum, quos leges Hungariae Rectores Ecclesiarium compellant); a Religio-Nevelésben (1843., 1848.); a M. Tudós Társaság Évkönyveiben (VI. k.); a M. Akadémia Értesítőjében (1847.); a Religióban (1850. I. Gácsfalva egyházi régiségei); a Gazdasági Lapokban (1852. 29. sz., 1853. 42. sz.); a Magyar Sajtóban (1858. 45. sz. A Károlyi-család névmagyarázata és története).

## Munkái
- Fő tisztelendő Fejér György Urnak a Hasznos Mulatságok 1837. első félévi 52. számában olvasható pántolódására őszinte felelet. Pest. Online
- Fejér György oklevéltára. VII. köt. III. darabja. Kinyomatva a Figyelmező 1837. második féléve 12-17. sz.-ból. Buda, 1837.
- Némely észrevételei az 1840-ki Mezei Naptárra. Pest, év n.